# Каюмов, Сергей Дмитриевич
Сергей Дмитриевич Каюмов (род. 8 августа 1981, Ташкент) — узбекский шахматист, гроссмейстер (2010), тренер.
Играет в шахматы с семи лет. В составе сборной Узбекистана участник 37-й шахматной олимпиады (2006) в Турине.
В 2004 году тренировал сборную Фарерских островов на шахматной олимпиаде 2004 года, в 2005 году тренировал сборную Бахрейна. Индивидуально тренировал чемпионов Узбекистана среди юношей (возрастные категории до 12 и 14 лет), серебряного призёра чемпионата ОАЭ среди женщин, чемпионов Бахрейна и Фарерских островов среди мужчин. В 2011 году открыл шахматный центр в Дубае.
Окончил Ташкентский государственный университет по специальности «переводчик-филолог».

## Семья
- Отец — Дмитрий Каюмов — гроссмейстер[1], тренер национальных сборных Узбекистана, Катара и Вьетнама[3].
- Мать — Ирина Каюмова — мастер ФИДЕ и международный арбитр[1].

## Спортивные результаты
| Год  | Город | Турнир         | + | − | = | Результат | Место |
| ---- | ----- | -------------- | - | - | - | --------- | ----- |
| 2006 | Блед  | 37-я олимпиада | 1 | 1 | 3 | 2½ из 5   |       |

## Изменения рейтинга
| Графики недоступны из-за технических проблем. См. информацию на Фабрикаторе и на mediawiki.org. |